# 龍神自動車
龍神自動車（りゅうじんじどうしゃ）は、1927年（昭和2年）9月27日に設立された、和歌山県田辺市を中心に路線バス事業、観光バス事業を行うバス事業者である。

## 営業所
- 龍神本社：和歌山県田辺市あけぼの37-20（和歌山ナンバー）
- 大阪営業所：大阪府泉南市岡田1704番地（和泉ナンバー）
- 東京営業所（貸切バス予約センター）：東京都台東区入谷2-16-7（株式会社ニッポン・リザーブ内、保有車両なし）

## 一般路線バス
和歌山県南部の田辺市に本社を置き、田辺市を中心に、田辺市龍神村（龍神線）、みなべ町（南部線）、上富田町、田辺市中辺路町、田辺市本宮町（熊野本宮線）を運行エリアとしている。
南部梅林線、高野中辺路線（聖地巡礼バス）を除く全ての路線が、国土交通省、和歌山県、田辺市、みなべ町、上富田町から補助金を受けて維持されている。
2022年4月1日時刻改正に伴い、バスロケーションシステムを導入
【熊野本宮線、みなべ線、龍神線、市内環状線、高野中辺路(聖地巡礼バス)線】のみ

### 現行路線

#### 龍神線
紀伊田辺駅から和歌山県道29号田辺龍神線に沿って北上し旧龍神村に入ったのち、国道371号、国道425号に沿って北東に進み龍神温泉（季楽里龍神）へ向かう路線。
- 紀伊田辺駅 - 上秋津 - 奇絶峡 - 前平 - 柳瀬 - 西 - 龍神温泉 - 季楽里龍神

以前は区間便（西原、前平で折り返し）があった。
龍神村に入ったところにある柳瀬停留所において、田辺市住民バスの龍神日高川線に乗換が可能である。
自由乗降区間あり（新岩内橋⇔季楽里龍神まで）

#### 大熊線
龍神温泉の北にある大熊に向かう路線。月・水・金曜日のみ、龍神線を延長して運行している。（自由乗降区間なし）
- 季楽里龍神 - 大熊

#### みなべ線
紀伊田辺駅から海沿いを北西に進んでみなべ町の南部駅に向かう路線。かつては南部駅から先で国道424号（龍南線）を通り、南部川村を経由して龍神村の西や龍神温泉（一部は区間便、西本庄、辺川、熊瀬川等で折り返す便があった）まで路線が繋がっていたが、利用者の減少により2017年3月末をもって南部駅から先の路線は廃止となった。
- 紀伊田辺駅 - 明洋前 - 芳養駅 - 松原 - 南部駅

新みなべ線になった2017年4月から2021年3月末までは本社車庫前を起点に、紀南病院➜新万➜朝日ヶ丘➜ショッピングセンターを経て紀伊田辺駅に入っていた。2021年4月より系統分断により市内線が運行される様になったため、現在は紀伊田辺駅発になった。（後述↓）
（自由乗降区間なし）

#### 市内環状線
紀伊田辺駅の東側にある、田辺市役所、紀南病院、新万団地、朝日ヶ丘などを経由する循環運行路線。運賃は大人150円・小児80円の均一制。
- 【外回り】紀伊田辺駅⇒つぶり坂⇒ショッピングセンター⇒朝日ヶ丘⇒新万団地⇒紀南病院⇒南新万⇒あけぼの⇒田辺市役所南⇒紀伊田辺駅
- 【内回り】紀伊田辺駅⇒田辺市役所南⇒あけぼの⇒南新万⇒紀南病院⇒新万団地⇒朝日ヶ丘⇒ショッピングセンター⇒つぶり坂⇒紀伊田辺駅

2021年4月1日に、各路線の紀伊田辺駅 - あけぼの - 紀南病院、紀伊田辺駅 - ショッピングセンター - 紀南病院 - 本社車庫前を分離し、市内線として運行を開始した。運賃は100円とした（当初は1年間の暫定措置だったが、1年たった後も継続して行われていた）。その後、田辺市新庁舎移転に伴い、田辺市役所南停留所の新設、本社車庫前停留所の廃止、運賃を大人150円・小児80円均一へ引き上げ、2024年4月1日より市内環状線として運行を開始した。市内環状線は熊野本宮線、みなべ線、龍神線と接続を兼ねた運行となっているが時間帯によっては、そうでない場合もある。他社との接続はしていない。
[市内環状線の特徴］
市内環状線内(外回り 内回り)の停留所から乗車して紀伊田辺駅を跨いで環状線内の停留所で降りる場合、一旦紀伊田辺駅で精算を済ませて下車した後にもう一度乗りなおす必要がある。これは紀伊田辺駅が終点となるからである。
（自由乗降区間なし）

#### 高野中辺路線（聖地巡礼バス）［急行］
高野山と紀伊田辺駅または熊野本宮大社を結ぶ路線。ただし護摩壇山（道の駅田辺市龍神ごまさんスカイタワー）- 高野山間は南海りんかんバスによって運行されるため、護摩壇山で乗り換えとなる。また紀伊田辺発便はなかへち美術館前で熊野本宮大社方面からの路線バスと、護摩壇山発便は季楽里龍神で紀伊田辺駅行きの路線バスと接続を取っている。予約制であるほか、運行日が限定されている。
- 往路：紀伊田辺駅 - 滝尻 - なかへち美術館前 - 栗栖川 - 西 - 龍神温泉 - 季楽里龍神 - 護摩壇山 - 高野山
- 復路： 高野山 - 護摩壇山 - 季楽里龍神 - 龍神温泉 - 西 - 栗栖川 (以降は降車のみ) - なかへち美術館前 - 湯の峰温泉 - 川湯温泉 - 熊野本宮大社

従来より運行されていた高野龍神線（護摩壇山 - 龍神温泉または季楽里龍神、龍神線直通で紀伊田辺駅方面へ）を栗栖川発着に変更する形で2016年度に土休日・繁忙期のみ運行を開始。2017年度に熊野本宮大社、紀伊田辺駅まで延伸し、2019年度までは4月1日から11月30日までの間毎日運行されていたが、その後は年によって運行日が異なり、2024年度は4月1日 - 11月30日まで、火曜日と水曜日を運休日として運行している。
この聖地巡礼バスは、原則予約制であるが、当日乗車も可能である。当日乗車する場合は、車内で行先に応じたチケット（下車停留所によってはチケット無しで現金のみの支払いあり）を購入して乗車できる。チケットの種類は（紀伊田辺発着、高野山エリア、龍神温泉エリア、本宮温泉郷エリア）に限る。
聖地巡礼バスの特徴として、往路は乗客が無くても護摩壇山まで必ず運行するが、復路は護摩壇山➜西までは乗降扱いのため、乗客が無くても西までは定期運行される。西以降で乗客がなければその時点で運行終了となる。西以降で本宮方面への乗客が居る場合でも、終点の本宮大社に行くまでに乗客が全て降りきった場合は、その時点で運行終了となる。

#### 熊野本宮線
紀伊田辺駅から上富田町の朝来駅付近まで南下したのち、国道311号を東進し旧中辺路町を経由して旧本宮町に至る路線。
- 紀伊田辺駅 - 滝尻 - 栗栖川 - 近露王子 - 湯の峰温泉 - 渡瀬温泉 - 川湯温泉 - 請川 - 熊野本宮大社 - 道の駅奥熊野 - 発心門王子

当路線は、国鉄バス熊野線として1947年に運行が開始された。しかし、利用客の減少に伴い、2002年3月31日の運行を持って国鉄から運行を引き継いだ西日本JRバスが栗栖川 - 熊野本宮間の運行を廃止することとなった。このため、龍神自動車が運行を引き継ぐこととなった。なお、運行を引き継いだ当初は本宮大社前発着だったが、のちに道の駅奥熊野、さらに発心門王子に延伸している。また、紀伊田辺駅 - 栗栖川は当初は西日本JRバスと、同社の撤退後は路線を引き継いだ明光バスと並行している。
なお、この熊野本宮線に限り系統番号が付いているが、行き先と折り返しの始発によって系統番号が異なる。
- 《本宮方面行き》【81系統】 発心門王子行き、【85系統】 道の駅奥熊野行き
- 《紀伊田辺方面行き》【80系統】 発心門王子発、【84系統】 道の駅奥熊野発
- 自由乗降区間あり（紀伊中川⇔串峠口まで）

#### 南部梅林線
- 南部駅 - 南部梅林
- 南部駅 - みなべ町役場前 - 南部梅林

南部梅林線は、南部梅林開園時の2月 - 3月始めごろまで（開花状況や梅林閉園に合わせて）の期間限定路線である。かつては本社車庫前からの直通便も運行されていた。

### 廃止・撤退路線

#### 南部川（西本庄）線
- 本社あけぼの - 紀伊田辺 - 明洋前 - 芳養駅 - 南部駅 - 西本庄

1997年7月時点で平日4往復、休日3往復運行されていた。2001年6月20日までに廃止。
以下の見出しのうち括弧の外は「和歌山県公共交通機関等資料集」による名称、括弧の中は龍神自動車ウェブサイトの路線図での名称である。

#### 南部川線（受領線）
- 本社あけぼの - 紀伊田辺 - 明洋前 - 芳養駅 - 南部駅 - 西本庄 - 辺川 - 受領

2014年廃止。

#### 秋津川線（前平線）
- 本社あけぼの - 紀南病院 - 紀伊田辺 - 下岩内 - 奇絶峡 - 備長炭公園 - 前平

龍神線とは紀伊田辺 - 奇絶峡間で経路が異なっていた。2014年廃止。

#### 上秋津線・西原線（西原線）
- 本社あけぼの - 紀南病院 - 紀伊田辺 - 下岩内 - 上秋津 - 中宮 - 西原

2014年よりつなぎ運行に移行したのち、2015年10月1日廃止。終点の西原停留所のみ長野線に統合される形で存続となった。

#### 上十津線（丹生の川線）
- 西 - ヤマセミ温泉 - 東平

龍南線、西止まりの一部を延長して運行していた路線。2014年よりつなぎ運行に移行したのち、2015年10月1日より田辺市住民バス（龍神地区）に移行。

#### 熊野古道線
- 栗栖川 - 高尾隧道

2014年9月30日で廃止。

#### 龍神線（西線）
- 本社あけぼの - 紀南病院 - 紀伊田辺 - 芳養駅 - 南部駅 - 西本庄 - 清川 - 福井 - 柳瀬 - 西 - 龍神温泉 - 季楽里龍神

龍神自動車創立時の最初の路線であった。末期には西から先の直通を取りやめたのち、南部駅から先の区間を2017年4月1日に廃止。残った本社あけぼの - 南部駅はみなべ線に改称された。

#### 高野龍神線（急行バス）
- 本社あけぼの - 田辺駅 - （急行） - 奇絶峡 - （急行） - 西 - （急行） - 龍神温泉 - 季楽里龍神 - 大熊 - 護摩壇山 - 高野山

この路線は、現在の高野中辺路線が運行される以前に運行されていた路線で、当時は現在の龍神線のルートを経由して高野山（護摩壇山で南海りんかんバスに乗りかえ、4/1〜11/30）まで運行していた龍神自動車唯一の急行バスである。
方向幕は =【急行】高野山= と標示されていたが護摩壇山で乗り換えとなる為、事実上は護摩壇山行きである。主要停留所を除き、途中無停車扱いであった。2016年に中辺路経由にルートが変更されたため、龍神線経由としての運行は終了した。一日一往復のみの急行バスであるが、12/1〜3/31の期間は龍神温泉止の急行バスとして運行していた。
現在の高野中辺路線は【急行】とは標示されてないが、この路線も主要停留所以外は通過（乗車のみ、降車のみ、乗降共通可能の停留所あり）扱いのため、急行バスと同様である。

#### 長野線
- 紀伊田辺駅 - 市民総合センター - 万呂 - 紀南病院 - 下三栖 - 長野 - 西原 - 伏菟野

長野線は元々明光バス独自の路線だったが2015年3月14日をもって撤退した為、翌日3月15日から田辺市管理の受託路線として龍神自動車が引き継ぎ運行を開始した。その後、2024年3月29日をもって龍神自動車も長野線から撤退したため、再び明光バスが引き継ぐ形となり、以前の形に戻るが、路線管理は田辺市のまま。

#### 上芳養線
- 紀伊田辺駅 - 市民総合センター - いなり - 松原 - 中芳養 - 東郷 - 古屋谷 - 上小恒

上芳養線は元々龍神自動車独自路線で、2017年9月までは、[本社あけぼの]を起終点とし、紀伊田辺⇔松原間は、みなべ線と同じルートを経由していたが2017年10月1日より田辺市管理の受託路線として紀伊田辺⇔松原間を、いなり方面に路線改変して引き続き運行していた。
長野線と同じく上芳養線も2024年3月末をもって撤退したため、同じく明光バスが引き継ぐ形となり、約30年余りの運行を終了した。

#### 田辺市住民バス（龍神地区）
2024年3月末をもって運行から撤退。大塔交通社による運行となった。

## その他
- 定期観光バス：完全予約制の定期観光バスを2コース(Aコース、Bコース)運行している。行き先は滝尻と牛馬童子口のみで、滝尻及び牛馬童子口で下車した場合は、語り部付きで熊野古道を散策できるプランとなっている。紀伊田辺駅始発であるが、途中の停留所には一切止まらずノンストップ運行となる。Aコースは滝尻まで、Bコースは牛馬童子口まで。完全予約制、事前決済制の為、下車時に車内で支払いをする必要はない。車両は貸切バスを路線登録した車両を使うが、一般路線バス車両で運行する場合がある。
- 契約輸送
  - 列車代行契約輸送：きのくに（紀勢）線が災害等で運休が発生した場合に限りJR西日本から要請があればバス代行輸送が行われる。
  - 葬儀車
  - 郵便輸送事業

## 車両

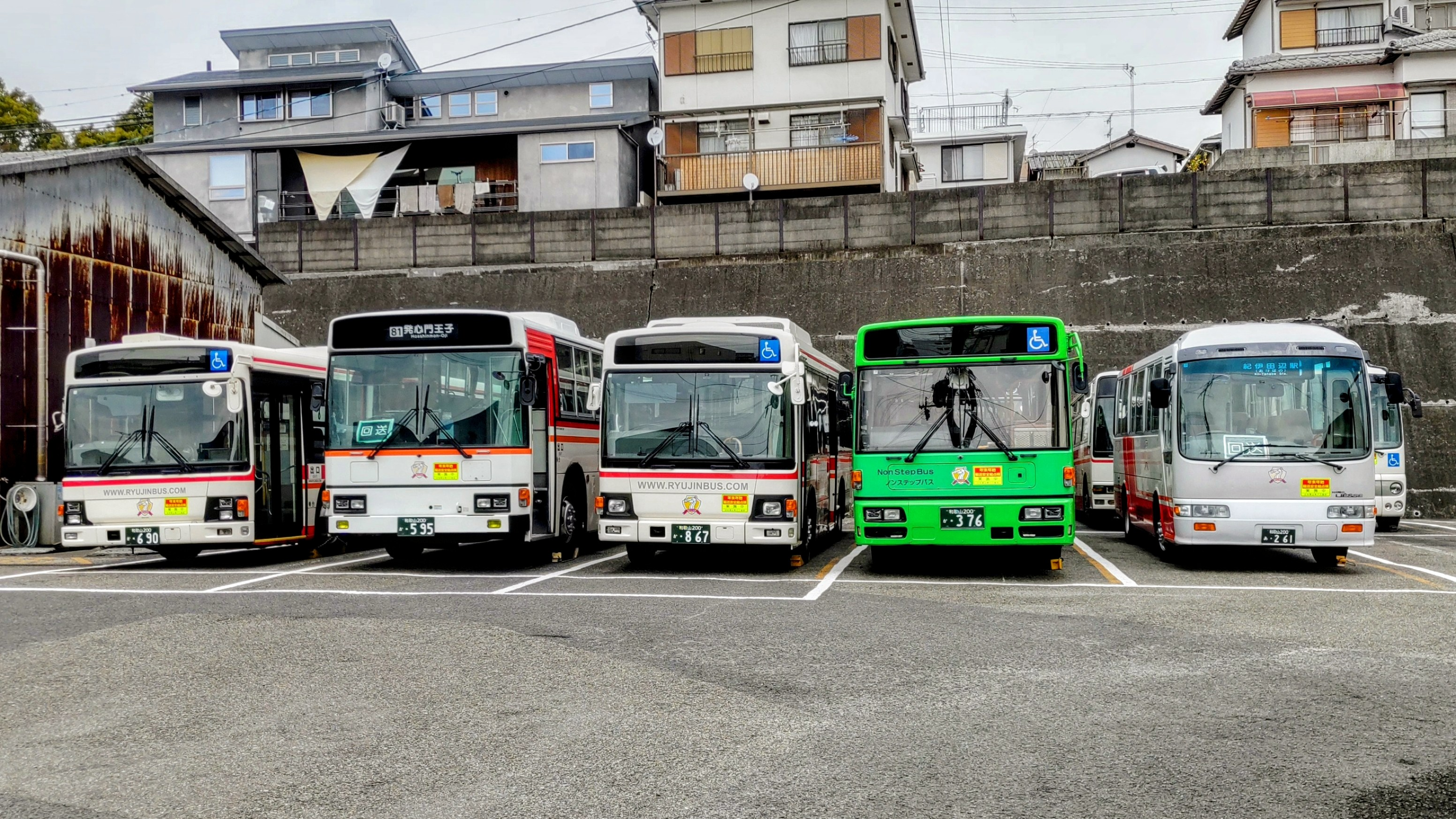
本社車庫にて（敷地外より撮影）

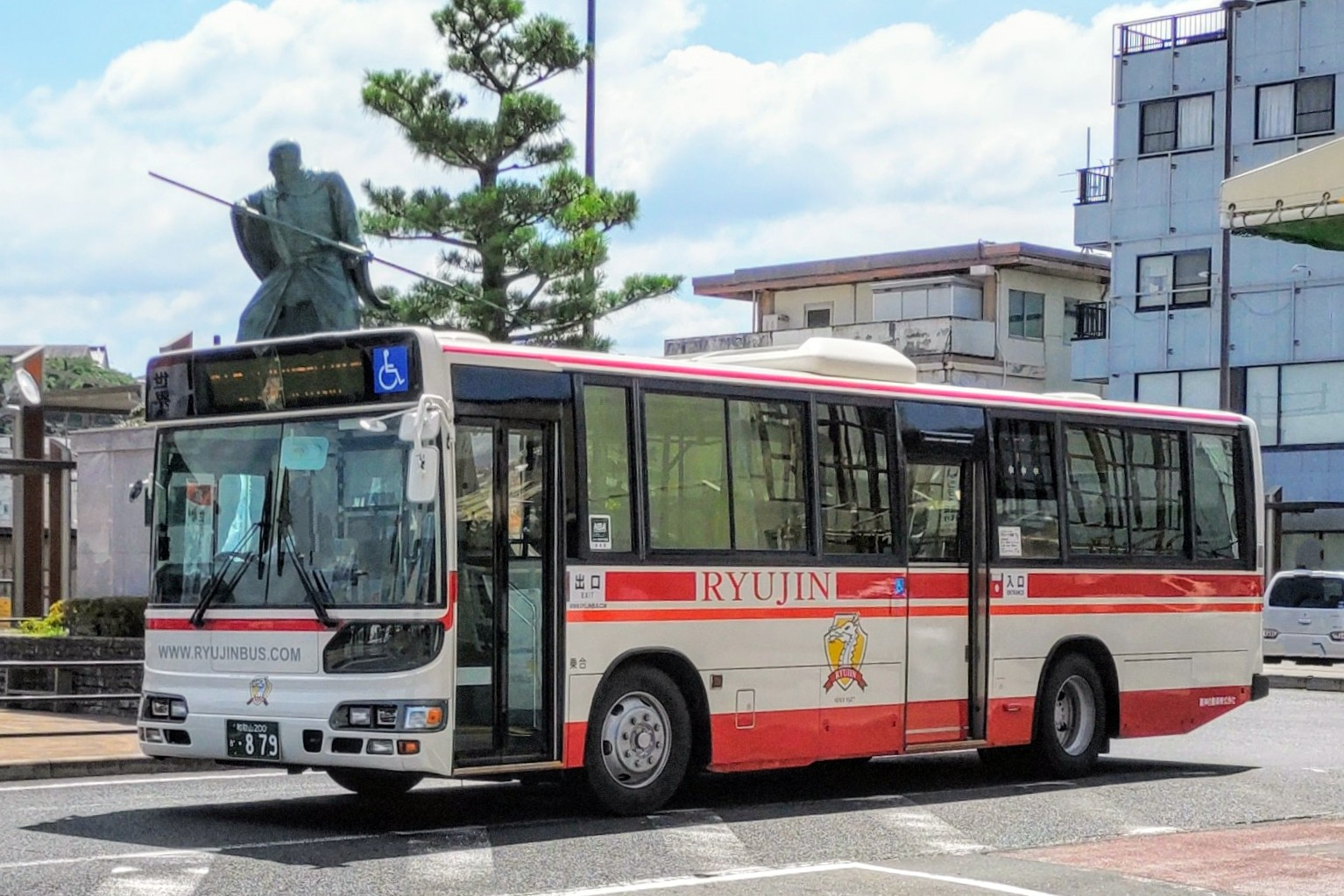
日野製ワンステップ車

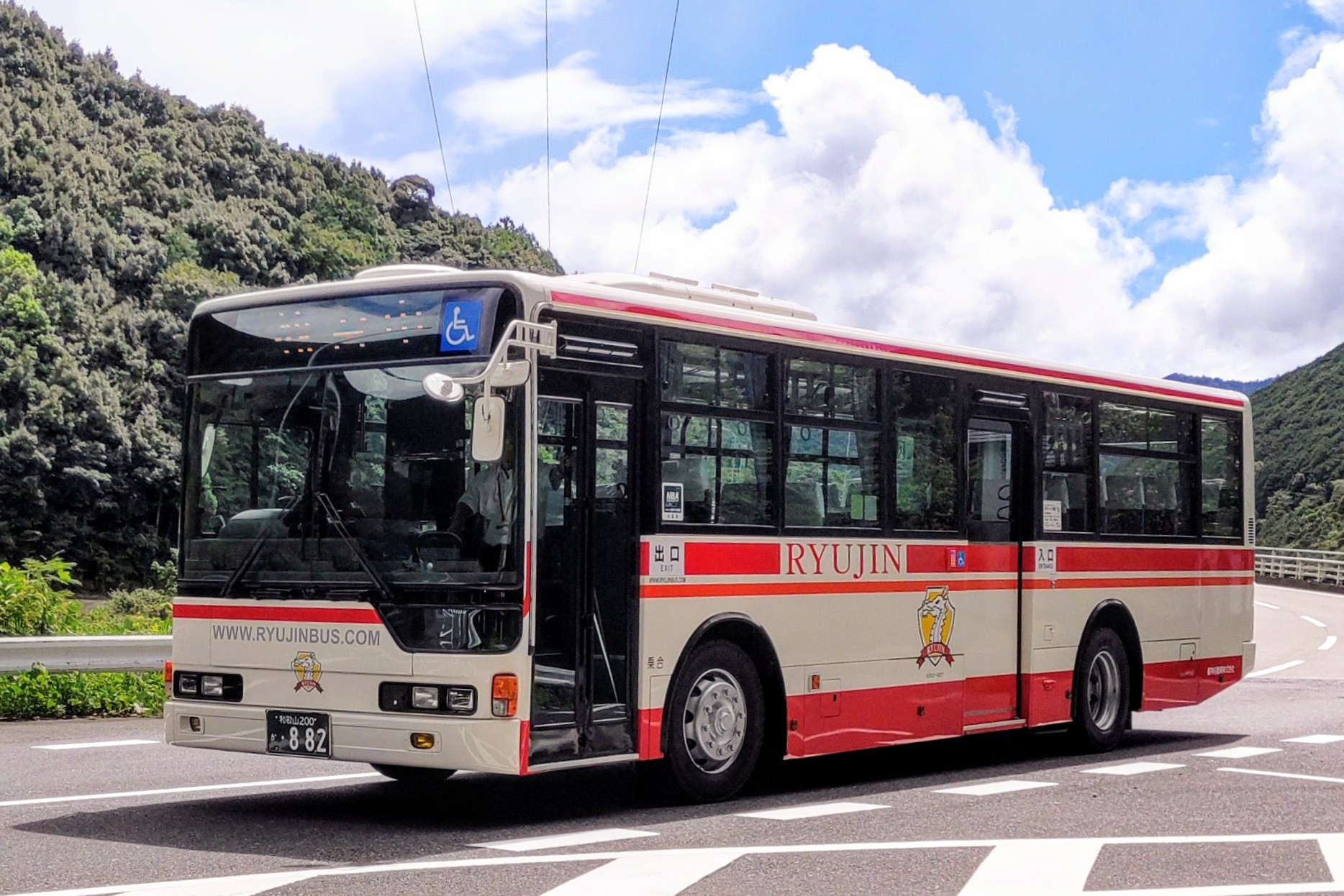
三菱ふそう製ワンステップ車

2025年6月13日現在、路線バスとして15台のバス車両を保有する。うち低床バス（ここではノンステップバス、ワンステップバス、スロープ付きバスを指す）は11台。
以前の路線車は中型車両が大半で、メーカーは日産ディーゼル(UD)といすゞ車(日デRM-90) (いすゞECM430) (いすゞBA05N)など、大型車については三菱ふそう車のトップドア車【高野龍神 急行バス専用】、小型車両は日野自動車(レインボー、リエッセ)が主力であったが近年は大型と中型の移籍車として、いすゞ、日野車の車両を数台導入しているほか、三菱ふそう、UDのメーカー合わせて4社の車両がある。ボディーカラーは白地に赤と橙ラインでボディーには龍のロゴマークと【RYUJIN】と書かれている。2000年頃初頭に橙、黄、緑の一色に塗装された車両が計5台(62.112.148.194.376号車)導入された経緯がある。全てUD車。
(62.112.148号車は除籍済み)
※日野ブルーリボン(595号車)は令和6年9月20日を以ってラストラン、定期運行終了のち除籍。
※いすゞジャーニー(308号車) 令和7年6月12日の車検満了に伴い引退、除籍。
【路線車】大型
- 日野自動車  ブルーリボンⅡ　1台
- 日野自動車  ブルーリボンシティ  1台
- いすゞ エルガ　2台
- 三菱ふそう エアロスター　1台

【路線車】中型
- 日産ディーゼル(UD) スペースランナーRM　2台
- いすゞ エルガミオ　1台
- 日野自動車 レインボーRJ  1台
- 日野自動車 レインボーⅡ  1台

【路線車】小型
- 日野 リエッセ　4台
- 日野 ポンチョ　1台

《貸切車》大型
- 日野セレガ(和歌山ナンバー)　5台
- 日野セレガR(和歌山ナンバー)　2台
- 日野セレガ(和泉ナンバー)　5台

《貸切車》中型
- 日野セレガ(和歌山ナンバー)　1台
- 三菱ふそう(和泉ナンバー)　1台